# Llaç de seguiment de fase
El llaç de seguiment de fase, bucle de bloqueig de fase o PLL (de l'anglès Phase-Locked Loop) és un dispositiu molt popular en electrònica des de la dècada del 1960. Es tracta d'un sistema realimentat, en el qual les magnituds realimentades són la freqüència i la fase. La primera vegada que es van usar PLL va ser a la dècada dels 60 quan la NASA els va aplicar per compensar les variacions de freqüència que patien les transmissions des dels seus satèl·lits degut a inestabilitats dels components i a l'efecte Doppler. S'apliquen en potència de senyals en FM i FSK, també s'apliquen en desmodulador QPSK (una de les configuracions és el bucle de costes); filtres de seguiment; oscil molt estables; modulació i desmodulació de senyals en FM; i sintetitzadors de freqüència.

## Anàlisi

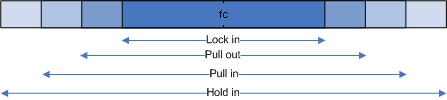
Es mostren aquests marges de freqüència. Tots es representen al voltant de la freqüència d'oscil lació lliure del VCO, que és la freqüència central.

Els circuits amb PLL són analitzats de dues maneres diferents:
- Anàlisi lineal, on es consideren tots els components lineals i el PLL està inicialment enganxat.
- Anàlisi no lineal
- Un altre tipus d'anàlisi en el qual es tinguin en compte tots els dispositius de la forma en què són, ja siguin lineals o no.

Marges de funcionamentDefineixen les condicions en les quals el PLL està enganxat, que li costarà aconseguir-ho i en quines es desenganxa.
Hold in o rang de bloqueigEs parteix del PLL enganxat. És el marge de freqüències per les quals el PLL pot seguir a l'entrada per variacions molt lentes d'aquesta freqüència.
Pull outÉs el marge de freqüències per les que davant d'un salt brusc de la freqüència d'entrada el PLL no es desenganxa.
Lock inEs parteix del PLL desenganxat. És el marge de freqüències en què el PLL es pot enganxar en menys d'un període de la freqüència del senyal de sortida.
Pull in o Rang de capturaÉs el marge de freqüència per les quals el PLL pot, amb un temps major al període de la sortida, arribar a enganxar.